# 알트슈테텐 슈타트역
알트슈테텐 슈타트역(독일어: Bahnhof Altstätten Stadt)은 스위스 장크트갈렌주의 알트슈테텐에 있는 기차역이다. 1,000mm 미터궤 알트슈테텐–가이스선(추가 지역 서비스 포함)에 지역 열차로 운행된다.
이 역은 도시의 중심에 위치해 있다. 알트슈테덴 SG역은 1,435 mm 표준궤 쿠어-로르샤흐선(추가 로컬 및 장거리 서비스 포함)에 있다. 역은 약 1.6km 떨어져 있으며, 버스로 연결된다.

## 운행편
알트슈테텐 슈타트는 장크트갈렌 S-반의 S24가 운행한다.
- - S24 : 가이스까지 매시간 운행